# ویلیام کیر کار
ویلیام کیر کار (انگلیسی: William Keir Carr; ۱۹ مارس ۱۹۲۳ – ۱۴ اکتبر ۲۰۲۰) فرد نظامی اهل کانادا بود. وی همچنین برندهٔ جوایزی همچون صلیب پرواز ممتاز (ایالات متحده) شده‌است.